# Ionic (Schiff, 1903)
Die Ionic (II) war ein 1903 in Dienst gestelltes Passagierschiff der britischen Reederei White Star Line, das im Passagier- und Frachtverkehr von Großbritannien nach Neuseeland eingesetzt wurde. 1934 wurde die Ionic im Zuge der Auflösung der White Star Line von der Shaw, Savill & Albion Steamship Company gekauft und 1936 außer Dienst gestellt. Im Jahr 1937 wurde sie in Japan abgewrackt.

## Das Schiff

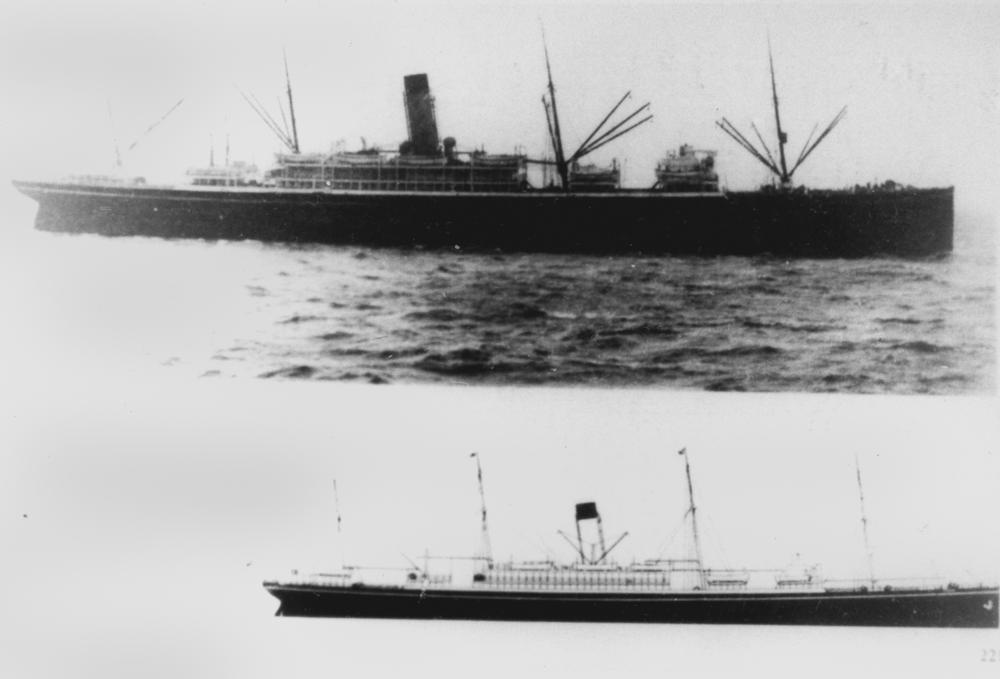
Die Ionic

Das 12.232 BRT große Dampfschiff Ionic wurde auf der Belfaster Schiffswerft Harland & Wolff gebaut und lief am 22. Mai 1902 vom Stapel. Die Ionic war das zuletzt fertiggestellte von drei Schwesterschiffen, die für den Passagier- und Frachtservice nach Neuseeland gebaut wurden. Die anderen beiden waren die Athenic und die Corinthic, die beide 1902 in Dienst gestellt wurden. Die Ionic lief am 16. Januar 1903 zu ihrer Jungfernfahrt nach Wellington aus.
Das Schiff wurde mit achtzylindrigen Vierfachexpansions-Dampfmaschinen von Harland & Wolff angetrieben, die auf zwei Propeller wirkten und 604 nominale Pferdestärken leisteten. Es konnten maximal 121 Passagiere in der Ersten Klasse, 117 in der Zweiten Klasse und 450 in der Dritten Klasse befördert werden. Sie war mit elektrischem Licht und Kühleinrichtungen zum Transport von gefrorenem Fleisch ausgestattet. Das Schiff verfügte über vier Decks sowie vier Masten, um im Fall eines Maschinenausfalls die Fahrt mit gesetzten Segeln fortsetzen zu können. Dies war jedoch nie vonnöten.
Die Ionic war das erste Schiff auf der Neuseelandroute, das mit einem Marconi-Apparat für drahtlosen Funk ausgerüstet wurde. Sie blieb auf dieser Route, bis sie 1914 nach Ausbruch des Ersten Weltkriegs als Truppentransporter der New Zealand Expeditionary Force (NZEF) verwendet wurde. 1915 wurde sie im Mittelmeer nur knapp von einem Torpedo verfehlt. 1917 fiel das Schiff unter die Bestimmungen des Liner Requisition Theme (in etwa „Schiffsanschaffungsprogramm“). Am 31. Januar 1919 kehrte die Ionic über den Panamakanal auf ihre alte Neuseelandroute zurück.
1927 rettete die Ionic die Besatzung des Fischkutters Daisy, der vor der Neufundlandbank auf Grund gelaufen war. 1929 wurden die Preisklassen Kabinenklasse und Dritte Klasse eingeführt. Als die White Star Line 1934 von der Cunard Line übernommen wurde, wurde die Ionic an Shaw, Savill & Albion Steamship Company verkauft. 1936 wurde sie deren Unterabteilung Norfolk & North American Steamship Company unterstellt. Am 9. September 1936 lief die Ionic zu ihrer letzten Fahrt aus. Im darauffolgenden Jahr wurde sie in Osaka (Japan) abgewrackt. Ihre Schiffsglocke befindet sich heute im Auckland War Memorial Museum.